# یواس‌اس آلباتروس (۱۸۵۸)
یواس‌اس آلباتروس (۱۸۵۸) (به انگلیسی: USS Albatross (1858)) یک کشتی بود که طول آن ۱۵۰ فوت (۴۶ متر) بود. این کشتی در سال ۱۸۵۸ ساخته شد.